# Google Search Appliance

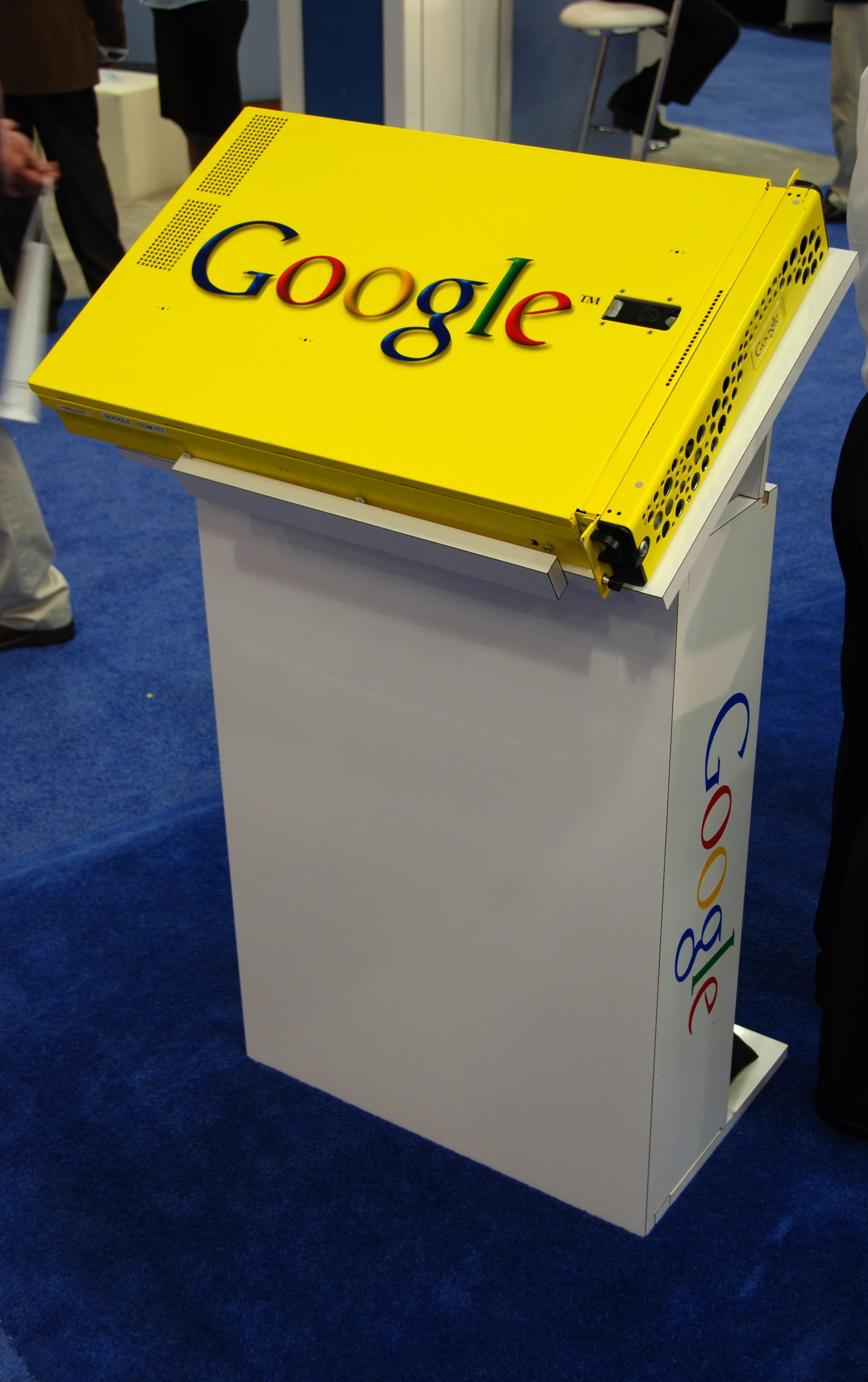
Google Appliance, tal como se mostró en la Expo RSA 2008 en San Francisco.

Google Search Appliance es un sistema de búsqueda universal que permite a las organizaciones incorporar información procedente de una variedad de fuentes externas e internas (incluyendo sistemas de archivos, intranets, bases de datos, aplicaciones, servicios alojados y sistemas de gestión de contenidos). El software es producido por Google y el hardware, fabricado por Dell Computers y se basa en la Dell PowerEdge R710.
Este sistema se suministra en tres modelos:
- Un sistema de entrada con capacidad de indizar hasta 300.000 documentos (Google Mini).
- Un dispositivo de 2U (GB-7007) con capacidad para indizar hasta 10.000.000 de documentos.
- Uno de 5U (2U más 3U de almacenamiento) (dispositivo GB-9009) con capacidad para indizar hasta 30.000.000 documentos.[2]

Las últimas versiones permitirán la conexión de varios dispositivos para ofrecer la búsqueda de "hasta mil millones" de documentos. Las ventas se gestionan en un régimen de concesión de licencias que inicia con un contrato de dos años para el mantenimiento, soporte y actualización de software.

## Características
De forma semejante a las tecnologías de búsqueda de Google, Google Search Appliance incluye opciones de configuración y personalización del sistema. También incluye otras características:
- Soporta funciones de Google Analytics y Google Sitemaps.
- Permite buscar en sitios web, 220 tipos de archivos (por ejemplo, HTML, PDF, o documentos Office), bases de datos (Oracle, MySQL, Microsoft SQL Server, IBM DB2, Sybase) y sistemas de gestión de contenidos (EMC Documentum, FileNet, Open Text Livelink, Microsoft SharePoint).
- La indexación, o rastreo, del contenido a buscar puede ser configurada con una URL de rastreo. Los patrones de búsqueda también puede ser incluidos para limitar la información que se busca y se puede personalizar mediante el uso de la API de OneBox.
- Los resultados tendrán la apariencia de las búsquedas de Google. Este comportamiento por defecto puede ser personalizado utilizando XSL Transformations.
- Permite utilizar palabras clave que devuelven un resultado específico cuando se utilizan.
- Los sinónimos dan términos alternativos para la búsqueda. Por ejemplo, cuando el usuario escribe "teléfono celular", agregará sugerencias como "móvil".
- Cada resultado incluirá un enlace llamado "cache". Cuando el usuario haga click sobre él verá una versión en HTML del documento sin necesidad de abrirlo.
- La página de resultados incluye:
  - el número de resultados obtenidos
  - la duración de la búsqueda
  - el título del documento
  - la dirección de documento
  - la fecha de modificación
- Se ponen de relieve los términos de búsqueda y permite ver las palabras en contexto sin tener que abrir los documentos.
- Se agrupan los resultados similares para ocultar duplicados.
- Muestra los tipos de documento.
- Los resultados pueden ser ordenados por fecha o relevancia.

## Disponibilidad
En la actualidad, Google Search Appliance está disponible sólo en los Estados Unidos, Canadá, Europa, Japón y partes de Asia, el Oriente Medio, África del Norte y América del Sur. Se puede utilizar Google Search Appliance en otra región desplegándolo en un lugar o centro de datos en los Estados Unidos, Canadá o Europa.

## Discontinuidad del producto
A principios de 2016 Google ha enviado una carta confidencial a sus socios de negocio y clientes que el GSA no estará disponible más allá de 2018. Se suspenden los contratos de 3 años en 2016, en 2017 habrá sólo 1 año de renovación de contratos y no habrá ventas de hardware, y en 2018 se discontinuará por completo.